# Pretty Car
Pretty Car Carrocerias de Veículos Ltda. ist ein brasilianischer Hersteller von Automobilen.

## Unternehmensgeschichte
Das Unternehmen wurde am 24. September 1982 in Rio de Janeiro zur Produktion von Automobilen gegründet. Der Markenname lautet Pretty. Als Personen sind Francisco Cleber Martins und Raimundo Nonato Bandeira da Silva überliefert.

## Fahrzeuge
Das erste Modell Calhambeque war ein Fahrzeug im Nostalgiestil der 1930er Jahre ohne direktes Vorbild, aber mit einer Ähnlichkeit zu den damaligen Modellen von MG. Ein Fahrgestell von Volkswagen do Brasil bildete die Basis. Darauf wurde eine offene Karosserie aus Fiberglas montiert. Sie war seitlich weit ausgeschnitten und kam daher ohne Türen aus. Das Reserverad war auf der Motorhaube befestigt. Ein luftgekühlter Vierzylinder-Boxermotor im Heck trieb die Hinterräder an. Von diesem Modell entstanden 536 Fahrzeuge.
1983 folgte der Dakar. Er sah mehr wie ein Jeep aus und hatte die gleiche technische Basis. In seinem Fall war das Fahrgestell gekürzt. Die zweitürige Karosserie bot Platz für vier Personen. Dieses Modell wurde vor Ende des Jahrzehnts eingestellt und später in einem Werk in Salvador (Bahia) wieder aufgenommen.
Auf den Dakar folgte der Dakar Plus mit runderen Karosserieformen.
Für den Dakar Plus II sind viele Teile vom Ford Escort überliefert.